# Iglesia de San Martín (Arévalo)
La iglesia de San Martín, también llamada «de las Torres Gemelas», de Arévalo (Ávila, Castilla y León, España) fue templo cristiano  construido entre los siglos XII y XVIII. Actualmente se encuentra muy restaurada y acoge una sala de exposiciones (Centro Cultural de la Iglesia de San Martín). Está situada en la plaza de la Villa.

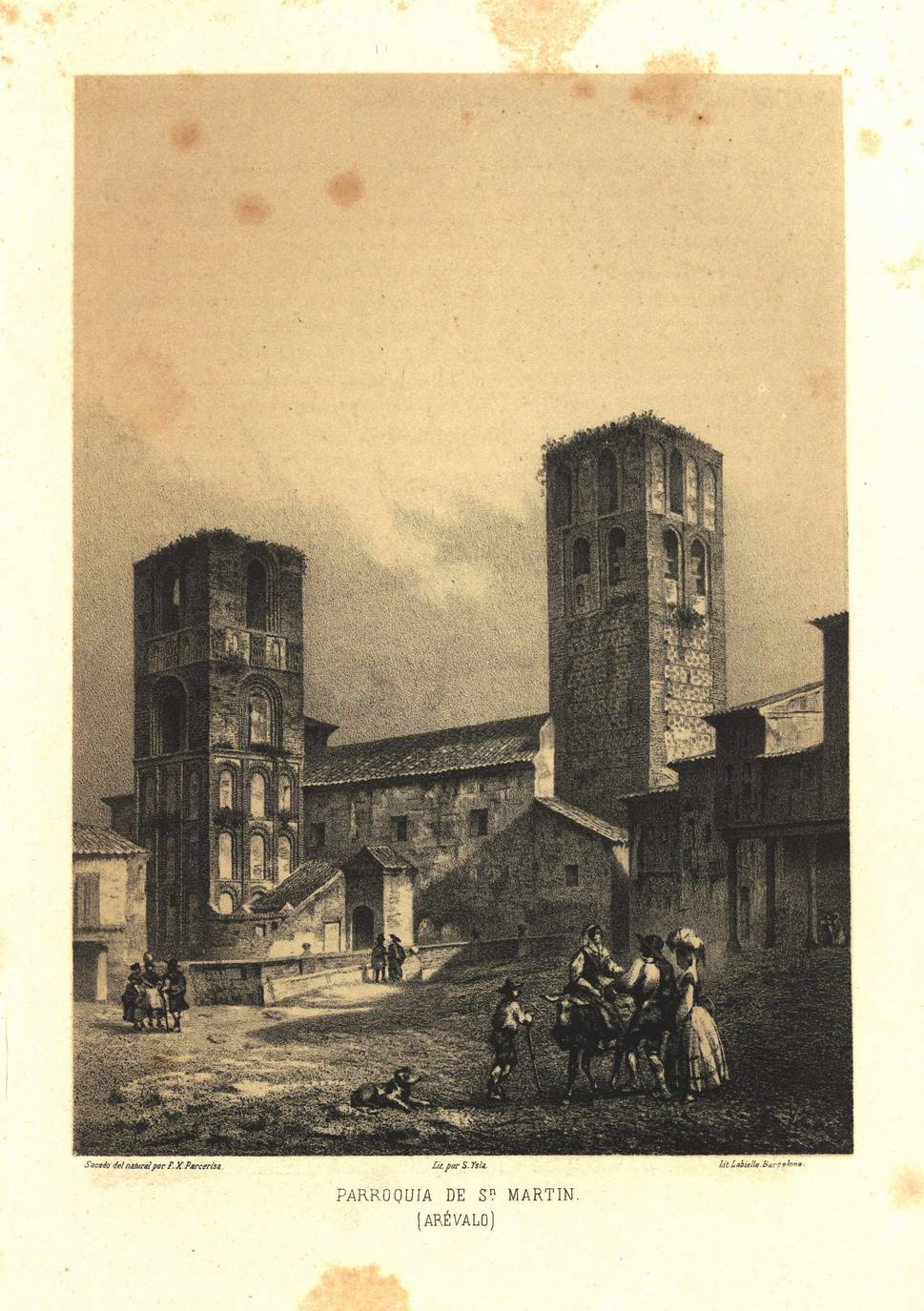
Litografía de Francisco Javier Parcerisa, publicada en 1865.

Es una de las 11 parroquias arevalenses que figuran en el inventario del Cardenal Gil Torres del año 1250. Fue fundado por los caballeros del linaje de los Tapia para ser su lugar de enterramiento y juntas. Como también ocurrió con la arevalense iglesia de San Miguel perdió su función religiosa en el año 1911. Durante el siglo XX fue utilizada como lugar de almacenamiento de grano y abandonada. A principios del siglo XXI la Obra Social de Caja de Ávila la convirtió en espacio cultural tras una rehabilitación, desde entonces ha albergado numerosas exposiciones, conciertos y talleres.
Cuenta con una nave de tapial y destacan al exterior sus dos elevadas torres, una de ellas —hueca— recibe popularmente la denominación de «Torre de los Ajedreces» debido a la decoración de dameros que presenta en el cuerpo superior, y la otra —maciza— es denominada «Torre Nueva». El piso superior de la Torre de los Ajedreces tiene vanos de estilo mudéjar en contraste al dominante estilo románico original del templo.
Cuenta con un atrio románico y un retablo barroco. En su pila bautismal fue bautizado Fray Juan Gil.
Fue declarada monumento nacional el 4 de junio de 1931, aunque estuvo abandonada durante una gran parte del siglo XX.